# Hurt (canción de T.I.)
«Hurt» "Herida" es una canción de T.I. con Busta Rhymes y Alfa Mega, escrita por Clifford Harris y Byron Thomas, y producida por Danja. Esta fue lanzada en los Estados Unidos como el tercer sencillo del álbum T.I. vs T.I.P. durante el último cuarto del año 2007.
- Datos: Q656130